# Jaromir Czernin von und zu Chudenitz
Jaromir Czernin von und zu Chudenitz, in ceco: Jaromír Černín z Chudenic (Vienna, 13 marzo 1818 – Petrohrad, 26 novembre 1908), è stato un nobile e politico boemo.

## Biografia

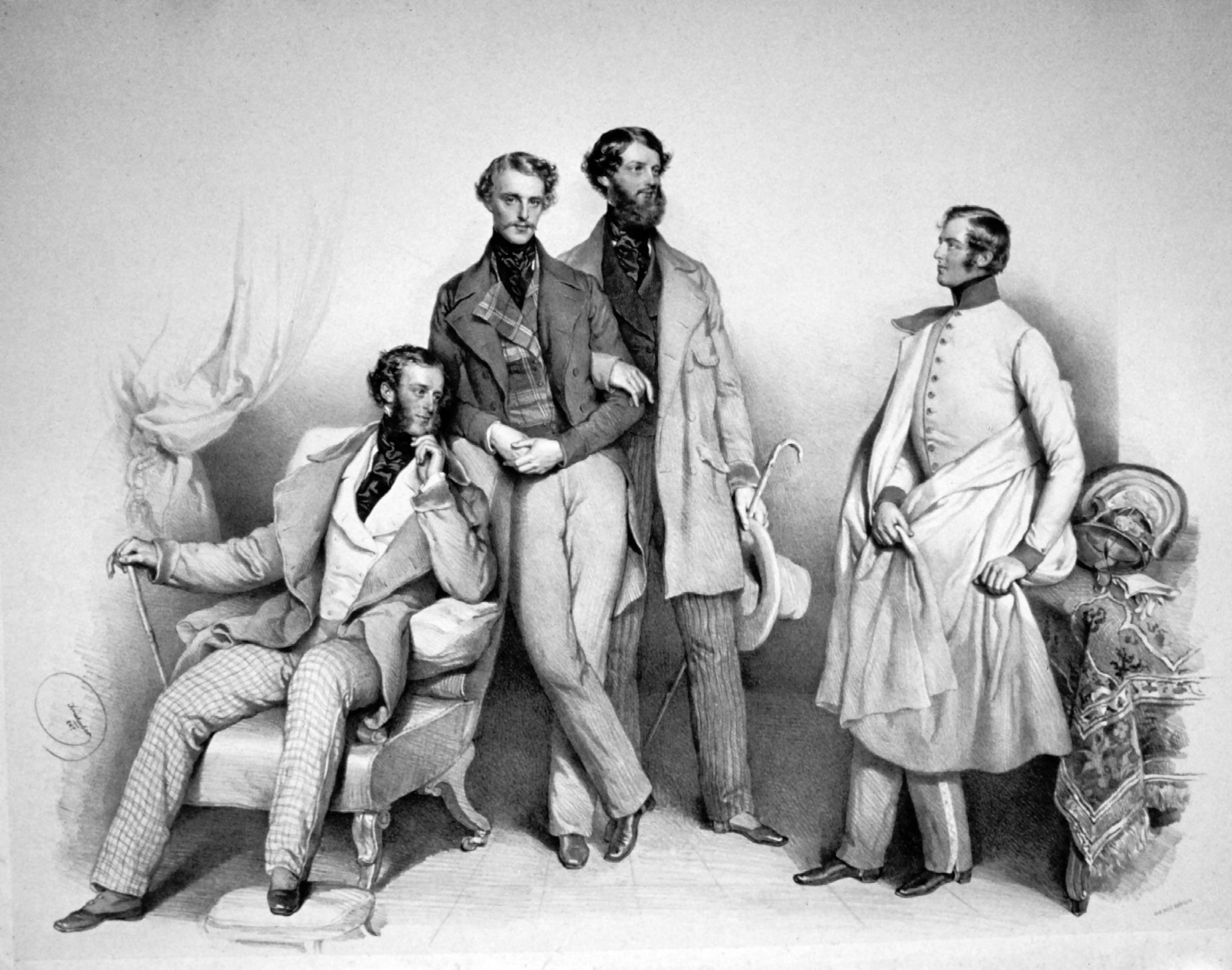
Jaromir Czernin (seduto a sinistra) coi fratelli in una litografia di Josef Kriehuber del 1847

Jaromir era il primogenito dei quattro figli del conte Eugen I Karl Czernin von und zu Chudenitz (1796–1868) e di sua moglie, Maria Theresia von Orsini-Rosenberg (1798–1866).
Diplomatosi al liceo classico, Jaromir studiò legge all'Università di Vienna e lavorò poi come giovane funzionario statale presso il Governatorato della Moravia di sede a Brno. Nel 1843-1844 fu commissario regionale a Znojmo, lavorando poi come segretario del governo provinciale della Bassa Austria. Nel 1846 lasciò il servizio civile e si occupò a tempo pieno dell'amministrazione delle sue consistenti proprietà in Boemia. Nel 1845 venne nominato membro del consiglio imperiale e venne coinvolto attivamente nell'ambiente della politica del regno boemo. Negli anni 1861–1867, 1869 e 1870–1872 fu membro dell'assemblea regionale ceca, eletto nelle file dei proprietari terrieri. Nel 1874, come possessore di un feudo ereditario, divenne membro di diritto della Camera dei Signori d'Austria. Nel 1881 venne ammesso al consiglio privato dell'imperatore e nel 1884 venne insignito dell'Ordine del Toson d'oro, la massima onorificenza imperiale.
Alla sua morte, nel 1908, venne sepolto nella tomba di famiglia nella chiesa di San Giacomo a Jindřichův Hradec.

## Matrimoni e figli
Jaromir Czernin si sposò due violte. Il primo matrimonio ebbe luogo nel 1843 a Brno con la contessa Caroline von Schaffgotsch (1820–1876), dalla quale ebbe sei figli:
- Theresia (19 dicembre 1843 – 26 aprile 1910), dama di palazzo, dama della croce stellata, sposò nel 1869 Friedrich von Schönborn (10 settembre 1841, Praga – 21 dicembre 1907, Vienna), viceré di Moravia 1881–1888, ministro della giustizia austriaco 1888–1895, consigliere privato dell'imperatore
- Maria Rudolphina (6 marzo 1845, Vienna – 17 aprile 1922, Salisburgo), sposò nel 1864 l'altgravio Siegfried Konstantin di Salm-Reifferscheidt-Raitz (6 giugno 1835, Praga – 14 agosto 1898, Salisburgo), membro del parlamento boemo
- Caroline (15 febbraio 1847, Vienna – 14 aprile 1907, Praga), dama di palazzo, dama della croce stellata, sposò nel 1868 il conte Johann von Ledebur-Wicheln (30 maggio 1842, Křemýž – 14 maggio 1903, Praga), ministro austriaco dell'agricoltura 1895–1897, consigliere privato dell'imperatore e membro della camera dei signori d'Austria
- Ernestina (13 novembre 1848, San Pietroburgo - 22 giugno 1908, Vienna), dama di palazzo, dama dell'ordine della croce stellata, sposò nel 1867 il principe Karl Friedrich von Oettingen-Wallerstein (16 settembre 1840, Wallerstein - 22 dicembre 1905, Petrohrad), membro ereditario della Camera Alta di Baviera, cavaliere del Toson d'oro e dell'Ordine di Malta
- Eugen Jaromir (13 febbraio 1851, Vienna – 5 novembre 1925, Petrohrad), consigliere privato dell'imperatore, ciambellano, membro della Camera dei Signori d'Austria, cavaliere dell'Ordine del Toson d'oro, sposò nel 1876 la principessa Francesca Maria di Schönburg-Hartenstein (28 agosto 1857, Karlsruhe - 20 gennaio 1926, Petrohrad)
- Franz Jaromir Eugen (3 marzo 1857, Vienna – 9 aprile 1932, Jindřichův Hradec), governatore del distretto di Znojmo, celibe e senza figli, adottò Evžen Alfons Černín von und zu Vrchlab, che divenne suo erede

Alla morte della prima moglie, si risposò a Vienna nel 1879 con la contessa Josefína von Paar, contessa vedova von Falkenhayn (1839-1916), ma da lei non ebbe figli.

## Albero genealogico
|                                             |                                       |                                                      | Genitori                                                                 |  |  | Nonni |  |  | Bisnonni                                     |  |  | Trisnonni                                 |  |
|                                             |                                       |                                                      |                                                                          |  |  |       |  |  | Prokop Adalbert Czernin von und zu Chudenitz |  |  | Franz Joseph Czernin von und zu Chudenitz |  |
|                                             |                                       |                                                      |                                                                          |  |  |       |  |  | Prokop Adalbert Czernin von und zu Chudenitz |  |  | Franz Joseph Czernin von und zu Chudenitz |  |
|                                             |                                       | Isabella Johanna Maria Catharina de Mérode-Westerloo |                                                                          |  |  |       |  |  | Prokop Adalbert Czernin von und zu Chudenitz |  |  |                                           |  |
| Johann Rudolph Czernin von und zu Chudenitz |                                       |                                                      |                                                                          |  |  |       |  |  | Prokop Adalbert Czernin von und zu Chudenitz |  |  |                                           |  |
|                                             |                                       | Maria Antonia von Colloredo                          | Rudolph Joseph von Colloredo-Waldsee                                     |  |  |       |  |  |                                              |  |  |                                           |  |
|                                             |                                       | Maria Antonia von Colloredo                          | Rudolph Joseph von Colloredo-Waldsee                                     |  |  |       |  |  |                                              |  |  |                                           |  |
|                                             |                                       | Maria Antonia von Colloredo                          | Maria Gabriela von Starhemberg                                           |  |  |       |  |  |                                              |  |  |                                           |  |
| Eugen I Karl Czernin von und zu Chudenitz   |                                       | Maria Antonia von Colloredo                          |                                                                          |  |  |       |  |  |                                              |  |  |                                           |  |
|                                             |                                       | Eugen Erwein von Schönborn-Heussenstamm              | Anselm Franz von Schönborn-Buchheim                                      |  |  |       |  |  |                                              |  |  |                                           |  |
|                                             |                                       | Eugen Erwein von Schönborn-Heussenstamm              | Anselm Franz von Schönborn-Buchheim                                      |  |  |       |  |  |                                              |  |  |                                           |  |
|                                             |                                       | Eugen Erwein von Schönborn-Heussenstamm              | Maria Theresia von Montfort-Pfannberg                                    |  |  |       |  |  |                                              |  |  |                                           |  |
| Maria Theresia von Schonborn-Heussenstamm   |                                       | Eugen Erwein von Schönborn-Heussenstamm              |                                                                          |  |  |       |  |  |                                              |  |  |                                           |  |
|                                             |                                       | Marie Elisabeth Josepha zu Salm-Salm                 | Nicola Leopoldo di Salm-Salm                                             |  |  |       |  |  |                                              |  |  |                                           |  |
|                                             |                                       | Marie Elisabeth Josepha zu Salm-Salm                 | Nicola Leopoldo di Salm-Salm                                             |  |  |       |  |  |                                              |  |  |                                           |  |
|                                             |                                       | Marie Elisabeth Josepha zu Salm-Salm                 | Dorotea Francesca di Salm-Salm                                           |  |  |       |  |  |                                              |  |  |                                           |  |
| Jaromir Czernin von und zu Chudenitz        |                                       | Marie Elisabeth Josepha zu Salm-Salm                 |                                                                          |  |  |       |  |  |                                              |  |  |                                           |  |
|                                             | Vincenz Fererius von Orsini-Rosenberg | Philipp Joseph von Orsini-Rosenberg                  |                                                                          |  |  |       |  |  |                                              |  |  |                                           |  |
|                                             | Vincenz Fererius von Orsini-Rosenberg | Philipp Joseph von Orsini-Rosenberg                  |                                                                          |  |  |       |  |  |                                              |  |  |                                           |  |
|                                             | Vincenz Fererius von Orsini-Rosenberg | Maria Dominika von Kaunitz                           |                                                                          |  |  |       |  |  |                                              |  |  |                                           |  |
| Franz Seraph von Orsini-Rosenberg           | Vincenz Fererius von Orsini-Rosenberg |                                                      |                                                                          |  |  |       |  |  |                                              |  |  |                                           |  |
|                                             |                                       | Maria Juliana von Stubenberg                         | Johann Georg von Stubenberg                                              |  |  |       |  |  |                                              |  |  |                                           |  |
|                                             |                                       | Maria Juliana von Stubenberg                         | Johann Georg von Stubenberg                                              |  |  |       |  |  |                                              |  |  |                                           |  |
|                                             |                                       | Maria Juliana von Stubenberg                         | Maria Cäcilia Josefa von Breunner                                        |  |  |       |  |  |                                              |  |  |                                           |  |
| Therese von Orsini-Rosenberg                |                                       | Maria Juliana von Stubenberg                         |                                                                          |  |  |       |  |  |                                              |  |  |                                           |  |
|                                             |                                       | Johann Franz Xaver von Khevenhüller-Metsch           | Johann Joseph von Khevenhüller-Metsch, I principe di Khevenhüller-Metsch |  |  |       |  |  |                                              |  |  |                                           |  |
|                                             |                                       | Johann Franz Xaver von Khevenhüller-Metsch           | Johann Joseph von Khevenhüller-Metsch, I principe di Khevenhüller-Metsch |  |  |       |  |  |                                              |  |  |                                           |  |
|                                             |                                       | Johann Franz Xaver von Khevenhüller-Metsch           | Carolina von Metsch                                                      |  |  |       |  |  |                                              |  |  |                                           |  |
| Marie Caroline von Khevenhüller-Metsch      |                                       | Johann Franz Xaver von Khevenhüller-Metsch           |                                                                          |  |  |       |  |  |                                              |  |  |                                           |  |
|                                             |                                       | Maria Theresia von Rottal                            | Joachim Adam von Rottal                                                  |  |  |       |  |  |                                              |  |  |                                           |  |
|                                             |                                       | Maria Theresia von Rottal                            | Joachim Adam von Rottal                                                  |  |  |       |  |  |                                              |  |  |                                           |  |
|                                             |                                       | Maria Theresia von Rottal                            | Maria Josepha von Sternberg                                              |  |  |       |  |  |                                              |  |  |                                           |  |
|                                             |                                       | Maria Theresia von Rottal                            |                                                                          |  |  |       |  |  |                                              |  |  |                                           |  |